# Ictinogomphus angulosus
Ictinogomphus angulosus – gatunek ważki z rodziny gadziogłówkowatych (Gomphidae).